# Reimiro
Reimiro (Rei-Miro) – tradycyjny pektorał wykonany z drewna, noszony przez mieszkańców Wyspy Wielkanocnej.

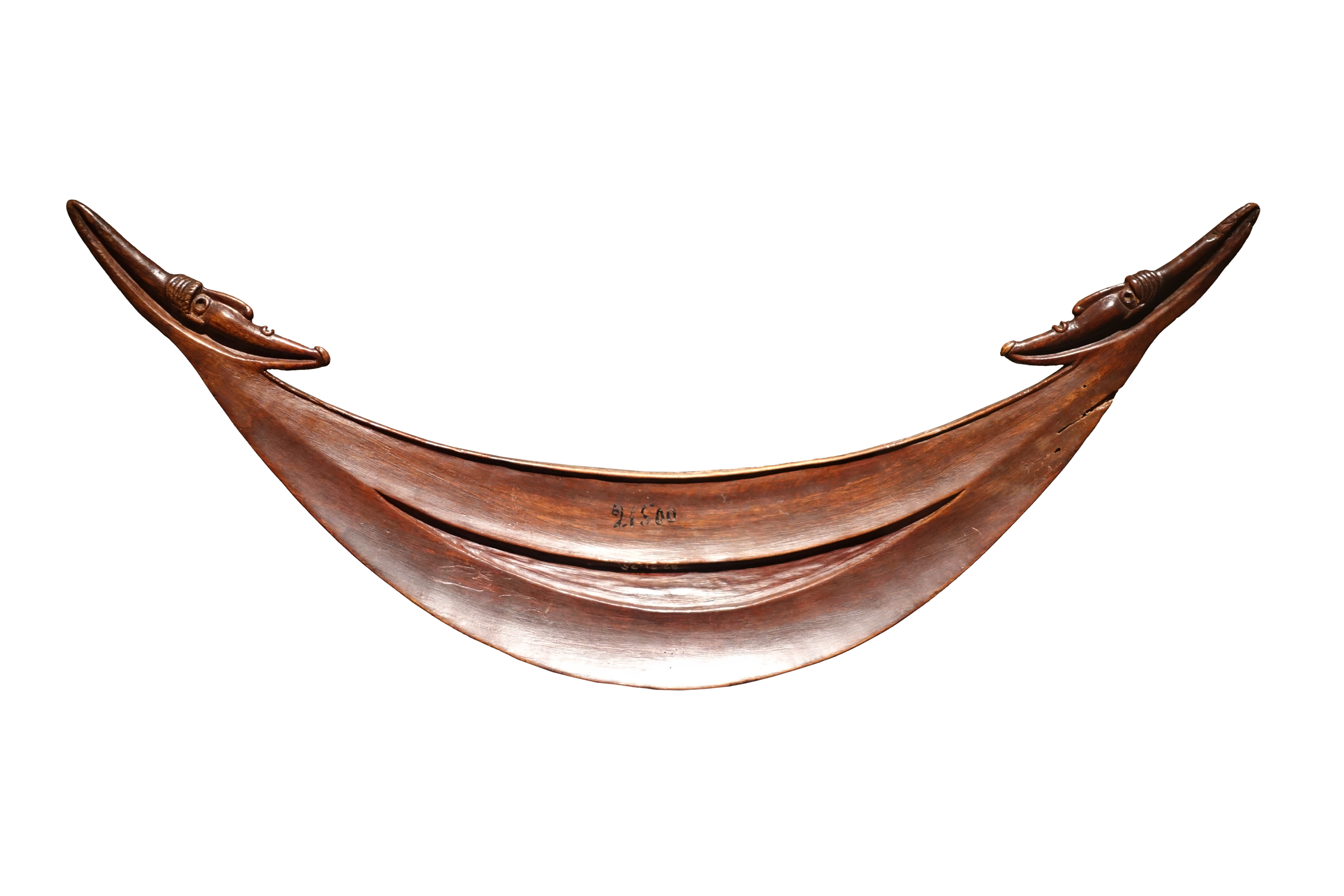
Reimiro, XVII-XVIII w., drewno Sophora toromiro, Musée du quai Branly, Paryż

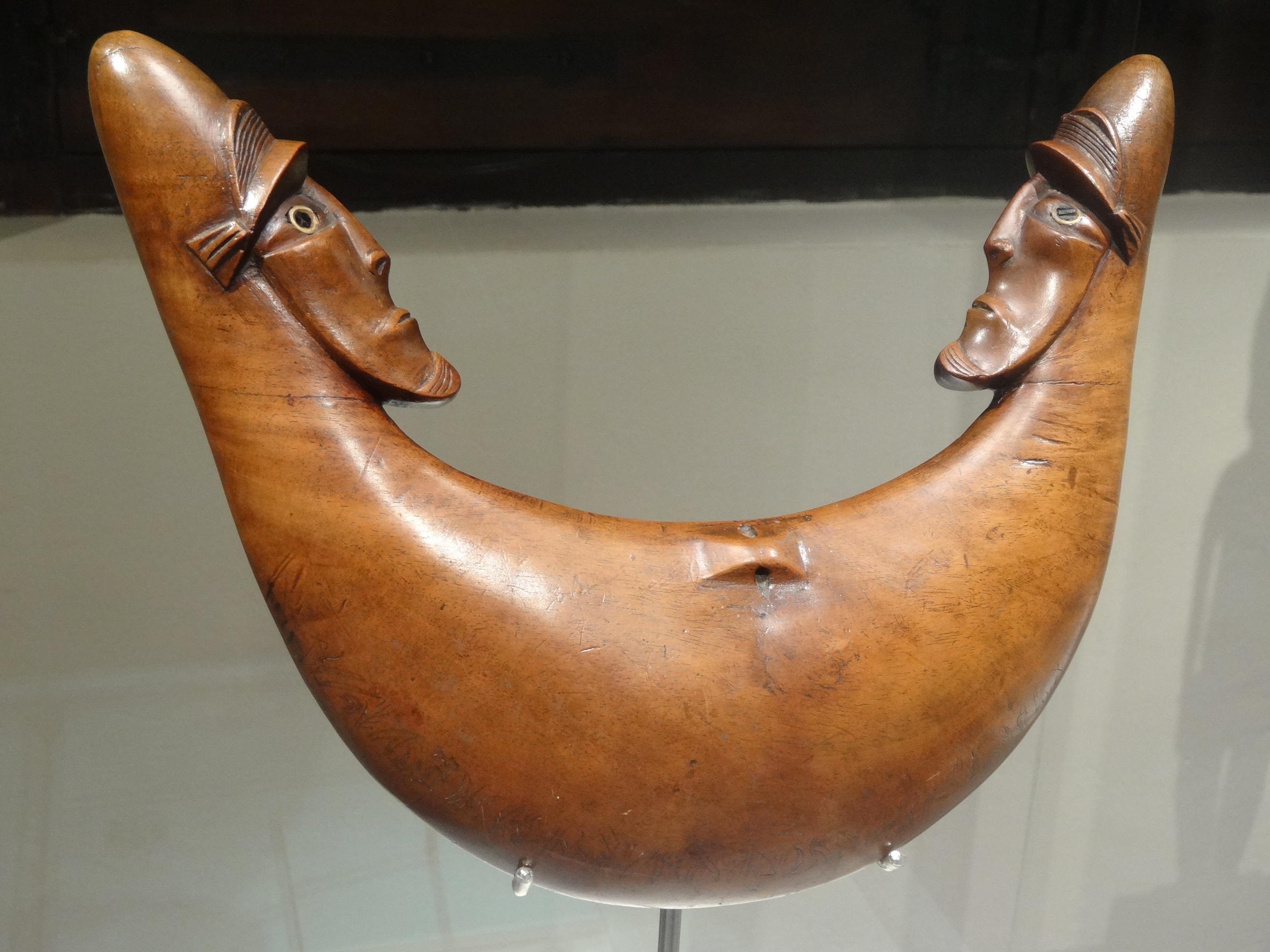
Reimiro, Museu de Cultures del Món, Barcelona

Flaga Rapa Nui

Nazwa reimiro pochodzi od używanego w Polinezji słowa rei oznaczającego ozdobę szyi (chociaż w oryginalnym znaczeniu rei to kość walenia, z której często wykonywano w Polinezji naszyjniki) oraz miro – drzewo.
Reimiro to ozdoba w kształcie półksiężyca, którego oba rogi z reguły są zdobione, najczęściej ludzkimi twarzami o stylizowanej formie i ogólnym zarysie przypominającym mały półksiężyc. Czasami na końcach zamiast twarzy znajdowały się muszle, ptasie głowy lub ogony wielorybów. Niekiedy również sam główny półksiężyc miał nieco zmodyfikowany kształt, tak żeby przypominał ciało ptaka lub ryby. W środkowej części wklęsłego łuku najczęściej znajdują się dwa otwory, przez które przewlekano materiał, na którym zawieszano pektorał. Tylna część reimiro jest płaska, natomiast przednia delikatnie rzeźbiona i wypolerowana.
Znane są co najmniej dwa egzemplarze reimiro, na których znajdują się znaki rongorongo, prawdopodobnie jednak zostały one dodane nie przez twórców pektorałów, lecz w późniejszym czasie.
Materiałem, z którego najczęściej wykonywano reimiro było drewno Sophora toromiro, chociaż znany jest też egzemplarz z kości walenia. Wymiary reimiro mieściły się z reguły w zakresie  24–92 cm długości, 7–35 cm szerokości i ok. 3 cm grubości.
Reimiro przypisuje się znaczenie symboliczne, jednak nie jest ono jasne:
- według raportu niemieckiego kapitana Wilhelma Geiselera (1847/48–1891) z 1882 roku było ono symbolem rangi posiadacza, a twarze na końcach miały należeć do bóstw[2];
- norweski podróżnik Thor Heyerdahl (1914–2002) uważał, że jest ono symbolem kolonizacji Wyspy Wielkanocnej; interpretował półksiężyc reimiro jako łódź, na której przybyli pierwsi osadnicy[2];
- według antropologa Alfreda Métraux (1902–1963) reimiro było noszone podczas ceremonii sadzenia ziemniaków kūmara, a ponieważ bóg słodkich ziemniaków był równocześnie personifikacją księżyca, reimiro należałoby interpretować po prostu jako półksiężyc[1].

Reimiro było noszone z okazji świąt lub innych ważnych wydarzeń przez kobiety wysokiej rangi pochodzące z najważniejszych rodów. Wchodziło również w skład ceremonialnego stroju ariki mau (czyli najwyższego wodza lub króla), przy czym nosił on co najmniej sześć reimiro równocześnie – po dwa zawieszone na szyi i na każdym z ramion.
Wizerunek reimiro znajduje się na fladze Rapa Nui. Ponadto jeden ze znaków rongorongo ma kształt remirio ().